# Ruddington
Ruddington är en ort och civil parish i Storbritannien.   Den ligger i grevskapet Nottinghamshire och riksdelen England, i den södra delen av landet, 170 km norr om huvudstaden London. Ruddington ligger 41 meter över havet och antalet invånare är 6 404.
Terrängen runt Ruddington är platt. Runt Ruddington är det tätbefolkat, med 266 invånare per kvadratkilometer. Närmaste större samhälle är Nottingham, 6,8 km norr om Ruddington. Trakten runt Ruddington består till största delen av jordbruksmark.